# Сеа
Сеа, сєа (івр. סאה) — одиниця вимірювання сипучих речовин стародавнього походження, що використовується у Галасі (єврейський закон), що становить одну третину від ефи, або бата. З точки зору обивателя, це дорівнює 144 середнього розміру яйцям, або приблизно 9 кварт США, або 8,5 літрам. Її розмір у сучасних одиницях істотно розрізняється в залежності від критеріїв, що використовувані для визначення.

## Біблійна сеа
За словами головного редактора двох біблійних довідників Герберта Дж. Мея, міра бат може бути археологічно встановлена у приблизно 5,75 галонів США (22 літри) за позначками на глеку, виявленому у Тель Бейт-Мірсим з позначкою «бат» й «княжий бат». Використовуючи стандарт бата, який встановлено у приблизно 22 літри, 1 сеа складає приблизно 7,3 літри або 7,3 дм3.
Єврейська навчальна Біблія оцінює біблійну сеа у 7,7 літрів (2,0 галони США).

## Сеа у ортодоксальному юдаїзмі
У контексті мікві, 40 сеа (292 літри) є мінімальним об'ємом води необхідним для надання тілесного очищення після занурення. За класичними правилами міква має бути наповнена водою достатньою для покриття тіла середнього розміру людини. На основі мікві з мінімальними розмірами у 3 ліктя глибиною, 1 лікоть завширшки й 1 лікоть довжини необхідний об'єм води вирахований у 40 сеа. Точний об'єм сеа обговорюється й класична рабинська література визначає його тільки у 144 яйця. У деяких ортодоксальних єврейських колах існує схильність слідувати строгим постановам Avrohom Иешая Карелиц, або Еліягу з Вільно, чия думка полягає в тому, що розмір яєць поступово стає менше з роками, тому потрібна більша міра. Відповідно до цієї точки зору, 1 сеа становить 14,3 літра, й тому обмивальна міква для досягнення ритуальної чистоти у 40 сеа повинна містити щонайменше 575 літрів.
Незгодні і ті, хто вважає, що яйця сьогодні є однакові за розміром з яйцями, що використовувалися для вимірюванні мудрецями рабином Єхієлем Міхелем Епштейном (1829—1908), автором Арух Га-Шульхан, й рабином Шеломо Кора, покійним головним рабином Бней-Браком, серед інших, випробувавши тригонометричні розрахунки за обсягом борошна необхідного, щоб відокремити порцію тіста для хали (дорівнює 43.2 яйцям), яке, на думку Маймоніда, може бути виміряне шляхом заповнення площі у 10х10 пальців й глибиною у 3,111 пальця (палець ширини є ширина великого пальця у приблизно 2,5 см, тобто у 1 дюйм). Тим самим вони встановили, що середні яйця сучасності не зменшилися у розмірах.